# Parque das Flores
Parque das Flores é um bairro do município brasileiro de Goiânia, capital do estado de Goiás.

## História
O Parque das Flores originalmente foi parte de terras cuja propriedade era de Paulo Roberto Cunha (1942–2011), que foi deputado federal de Goiás e prefeito de Rio Verde. A região fazia divisa com áreas já povoadas da cidade, como o bairro Jardim Balneário Meia Ponte, um dos mais antigos de Goiânia.
A área foi aprovada pela prefeitura de Goiânia, durante a gestão de Nion Albernaz, em fevereiro de 1997. O território, que pertencia à empresa privada ROMHI Participações e Empreendimentos Nil Ltda, foi loteado ainda no final da década de 1990. O bairro popularizou-se como um reduto residencial, com comércios específicos em sua principal via, a Av. Carrinho Cunha. Situa-se próximo a bairros como o Jardim Balneário Meia Ponte, bem como ao início da Avenida Goiás e ao Passeio das Águas Shopping, localizado próximo aos bairros vizinhos Mansões Goianas e Jardim Diamantina.

## Geografia e demografia
Segundo relatório do Ministério Público de Goiás, na divisão anterior da cidade, o Parque das Flores estava localizado num intervalo entre a região norte e o Vale do Meia Ponte. Na subdivisão reduzida e atual do município, o Parque das Flores é considerado parte da região norte de Goiânia.
A Avenida Carrinho Cunha, principal via do bairro, foi determinada como via coletora de Goiânia ainda em 2000 e serve como ligação do norte para a região noroeste de Goiânia, que se inicia após o Residencial Itália.
O bairro localiza-se no distrito-sede, e faz parte do 57º subdistrito de Goiânia, chamado Balneário M. Ponte/Mansões Goianas. De acordo com o Instituto Brasileiro de Geografia e Estatística (IBGE), sua população no ano de 2010 era de 2 787 habitantes, cujo valor representava 0,1% do total do município e estava distribuído em uma área de 1,01 km².

## Infraestrutura e patrimônio
O Parque das Flores é um bairro predominantemente residencial, com a maior parte dos serviços de educação e saúde concentrados no bairro vizinho, Jardim Balneário. Apesar disso, ainda possui uma feira livre aos sábados, que ocorre na praça entre a Av. Carrinho Cunha, Rua FL-14 e FL-16.
Do ponto de vista de serviços públicos, o Parque das Flores manteve o Centro Dia do Idoso, inaugurado pela Prefeitura em setembro de 2023 na Rua FL-9, mas desativado no final da gestão do ex-prefeito Rogério Cruz.
Em outubro de 2021, no aniversário de 88 anos do município, a Prefeitura de Goiânia estreou o Parque das Flores, uma área verde localizada na Rua FL-20, com trechos para caminhada e um lago. Ao entorno do parque também há um mirante, para o qual é possível observar Goiânia a partir da região norte.